# Basil Wolverton

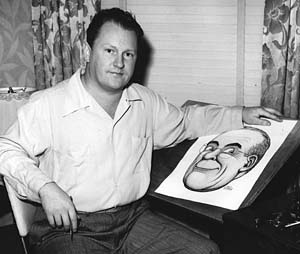
Basil Wolverton im Jahr 1950

Basil Wolverton (* 9. Juli 1909 in Central Point, Oregon; † 31. Dezember 1978 in Vancouver, Washington) war ein US-amerikanischer Comiczeichner, Illustrator und Karikaturist.

## Leben und Werk
Wolverton, der keine künstlerische Ausbildung erhalten hatte, veröffentlichte zwar seine erste Zeichnung bereits im Jahr 1926 in der Zeitschrift America's Humor, seine ersten Comics Spacehawks und Disk-Eyes erschienen aber erst zwölf Jahre später, nachdem er sich bereits als Zeitungszeichner beruflich etabliert hatte. Seine ersten humoristischen Serien schuf er im Jahr 1941 für Marvel Comics. Im Jahr 1954 zeichnete er kurzzeitig für MAD und nachfolgend für Panic, bevor er sich aus der Comic-Branche zurückzog, um als Karikaturist und Illustrator zu arbeiten.
Mit seinem besonderen Stil beeinflusste Wolverton viele Underground-Künstler. Zu seinen berühmtesten Zeichnungen gehörte eine Anspielung auf Al Capps Strip Li’l Abner mit dem Titel Lena the Hyena, die im Jahr 1946 auf dem Titelbild des Magazins Life abgebildet war. Auf Deutsch ist von Wolverton unter anderem in den 1950er Jahren die Serie Cherry Bim in verschiedenen Publikationen des Alfons-Semrau-Verlags erschienen. Die von ihm gezeichnete Die biblische Geschichte für jung und alt erschien in den 1970er-Jahren. Im Jahr 1991 wurde Wolverton in die Jack Kirby Hall of Fame aufgenommen. Im Jahr 2000 erfolgte die Aufnahme in die Will Eisner Award Hall of Fame.